# 주오린칸역
주오린칸역(일본어: 中央林間駅, ちゅうおうりんかんえき)은 일본 가나가와현 야마토시에 있는 오다큐 전철과 도쿄 급행 전철의 역이다. 오다큐 에노시마 선과 도큐 덴엔토시 선을 이용 가능하다.

## 이용 가능 철도 노선
- 오다큐 전철
  -  에노시마 선 - 역 번호 "OE 02"
- 도쿄 급행 전철
  -  덴엔토시 선 - 역 번호 "DT27"

## 역사
- 1929년 4월 1일: 오다큐 전철 에노시마 선의 주오린칸토시역으로 영업 개시, "직통" 정차역이 됨. 각역정차는 신주쿠 ~ 이나다노보리토(현, 무코가오카유엔) 간에서만 운행되었음.
- 1941년 10월 15일: 주오린칸역으로 역명 변경.
- 1945년 6월: "직통"이 폐지된 각역정차가 전 노선에서 운행되어 정차역이 됨.
- 1946년 10월 1일: "준급"이 설정되어 정차역이 됨.
- 1984년 4월 9일: 도쿄 급행 전철 덴엔토시 선 역이 개업하고 환승역이 됨과 동시에 제도고속도교통영단(현, 도쿄 지하철) 한조몬 선 차량 진입 개시. 또한, 이날 개통에 맞추어 일본 최초의 전자 연동 장치의 실제 운용 개시.
- 1990년 3월 27일: 오다큐 전철 에노시마 선의 급행 정차역이 됨.
- 1996년 4월 26일: 도쿄 급행 전철 덴엔토시 선 급행 열차 운행 구간 연장에 의하여 급행 정차역이 됨.
- 2000년: 덴엔토시 선 역사의 승강장과 대합실을 연결하는 엘리베이터와 에스컬레이터 및 승강장의 냉방이 설치됨.
- 2002년 3월 22일
  - 오다큐 전철 에노시마 선에 쇼난 급행이 설정되고 정차역이 됨.
  - 오다큐 전철 에노시마 선의 준급 설정 소멸.
- 2003년 3월 19일: 지하철 한조몬 선 오시아게 연장에 따라 도부 철도의 차량 진입 개시.
- 2004년 12월 11일: 오다큐 전철 에노시마 선의 쇼난 급행이 없어지면서 쾌속 급행으로 변경됨.
- 2005년 11월 20일: 오다큐 전철 에노시마 선 승강장의 대합실이 완성되고 공용 개시.
- 2008년 3월 28일: 도쿄 급행 전철 덴엔토시 선으로 평일 아침에 당역 시발의 준급이 설정되어, 준급 정차역이 됨.
- 2009년 11월 1일: 도큐의 정기 매표장과 지렛대 플라자 폐쇄.
- 2017년 2월: 오다큐의 행선지 안내 표시 장치가 풀 컬러 LED식으로 갱신됨.

## 역 구조

### 오다큐 전철
상대식 승강장 2면 2선의 지상역이다. 각 승강장에 대합실이 설치되어 있다. 승강장 유효 길이는 10량 편성에 대응된다. 특급 로망스 카 이외의 모든 여객 영업 열차가 정차한다.
역은 동쪽을 기준으로 1번 승강장이고, 상하선 모두 엘리베이터와 슬로프가 설치된 배리어 프리에 대응하고 있다. 기타구치는 무인 개찰이 되고 있어 역무원은 상주하지 않고 있다. 도쿄 급행 전철 덴엔토시 선 승강장과 직결되지 않아 기타구치에는 그 일을 주의하라는 간판이 설치되어 있다.
역명판은 2011년 말 LED조명이 한글 병기의 것으로 교환되었다.
2017년 2월경, 행선지 안내 표시 장치가 풀 컬러 LED식에 갱신되었다.

### 승강장
| 번호 | 노선        | 방향 | 행선                                  |
| ---- | ----------- | ---- | ------------------------------------- |
| 1    | 에노시마 선 | 하행 | 야마토・후지사와・가타세에노시마 방면 |
| 2    | 에노시마 선 | 상행 | 사가미오노・신주쿠・ 지요다 선 방면   |

### 도쿄 급행 전철
섬식 승강장 1면 2선의 지하역으로 덴엔토시 선의 종착역이다. 관리는 나가쓰타역이 직접 관리하고 있다. 쓰쿠시노 역, 쓰키미노 역의 각 역은 도큐 전철이 자회사인 도큐 레일웨이 서비스 역 업무를 위탁하고 있어 나가쓰타 관내(나가쓰타 역을 제외)에서 유일한 직접 관리역이다.
평일 아침 러시아워 피크 시에는 6 ~ 8시대 발 준급행 열차 4개를 제외하고 본 역을 발차하는 열차는 역마다 정차만 되고 있다. 이것은 급행, 준급행, 완행 모두 1시간에 29개 설정되어 있는 열차를 당역 시발로 하려면 나가쓰타 검차구(도쿄 메트로 소속 차량은 사기누마 차량기지)에서 열차의 회송이 이루어지고 현실은 거의 불가능하기 때문이다. 고는 하지만 누가 출근시간보다 20분이나 먼저 나오겠는가? 따라서, 이 시간대 준급, 급행 열차는 거의 나가쓰타 검차구 근처의 나가쓰타(각역정차의 일부는 사기누마) 시발이다.
평일 열차 운행표의 낮 시간대 및 토요일, 휴일 다이어에서는 대부분의 급, 완행이 본 역까지 직통한다.
1984년 4월 개통 시, 전자 연동 장치가 일본에서 최초로 실제 운용을 개시한 역이다.

### 승강장
| 번호 | 노선        | 행선                                                |
| ---- | ----------- | --------------------------------------------------- |
| 1・2 | 덴엔토시 선 | 시부야・ 한조몬 선 오시아게・ 도부 선 가스카베 방면 |

## 역 주변
야마토 시 북부의 중심역으로서 도쿄 급행 전철 덴엔토시 선의 확장 후부터 급속히 택지화가 진행되고 있다.
신주쿠・시부야에 40분 정도로 접근할 수 있는 편리성이나 덴엔토시 선의 시발역으로 자리에 앉아서 통근할 수 있는 쾌적성 등 도쿄 도심의 베드 타운으로써 개발이 진행되어 역전에 고층 아파트 등도 입지하게 되었다. 또한, 슈퍼 마켓과 쇼핑몰, 편의점 등도 입점했고, 상업 시설도 집중하고 있다. 역 주변에는 미장원이 집중되어 있다.
역에서 도보 10분 정도 거리에 주오린칸 자연의 숲이 위치하고 있다.
역 주변 일대는 야마토 시가 제정한 길거리 흡연 금지 조례의 금연으로 과태료 2,000엔 징수의 대상으로 한다. 흡연 코너는 남쪽 출입구의 오다큐와 도큐의 연결 통로 중간과 기타구치 오다큐 측의 파출소 앞에 있다. 흡연 코너의 관리자는 야마토 시청 환경 농정부 환경 총무과 정책 조정 담당이다. 또한, 가나가와 현 경찰에서 노상 주차 엄중 순회 지구로 지정되고 있어 역 주변에는 동전 주차가 정비되고 있다.
에노시마 선 역 개업 당초에는 개찰구는 기타구치만 있었지만 덴엔토시 선 개통을 전후로 하여 미나미구치 개찰이 신설되었다. 과거 기타구치는 광장이었던 관계로 축제 등은 이곳에서 이루어지고 있었다. 그 후, 점포와 유료 주차장이 건설되고 광장은 소멸되었다. 광장이 있던 시절에는 그 광장과 인근 다방(폐점)이 있었고 텔레비전 드라마 "금요일의 아내들에게"의 로케이션 촬영이 진행된 바 있다.
도큐와 오다큐를 연결하는 대합실 부근은 1980년대까지 습지대였지만, 택지 조성이 진행되는 부근을 메워 대합실이 정비되었다. 도큐 정면 입구에는 택시의 로터리가 정비되어 도큐 스토어 쪽 인도에서는 커뮤니티 버스나 관광 버스도 발착한다.

## 사진

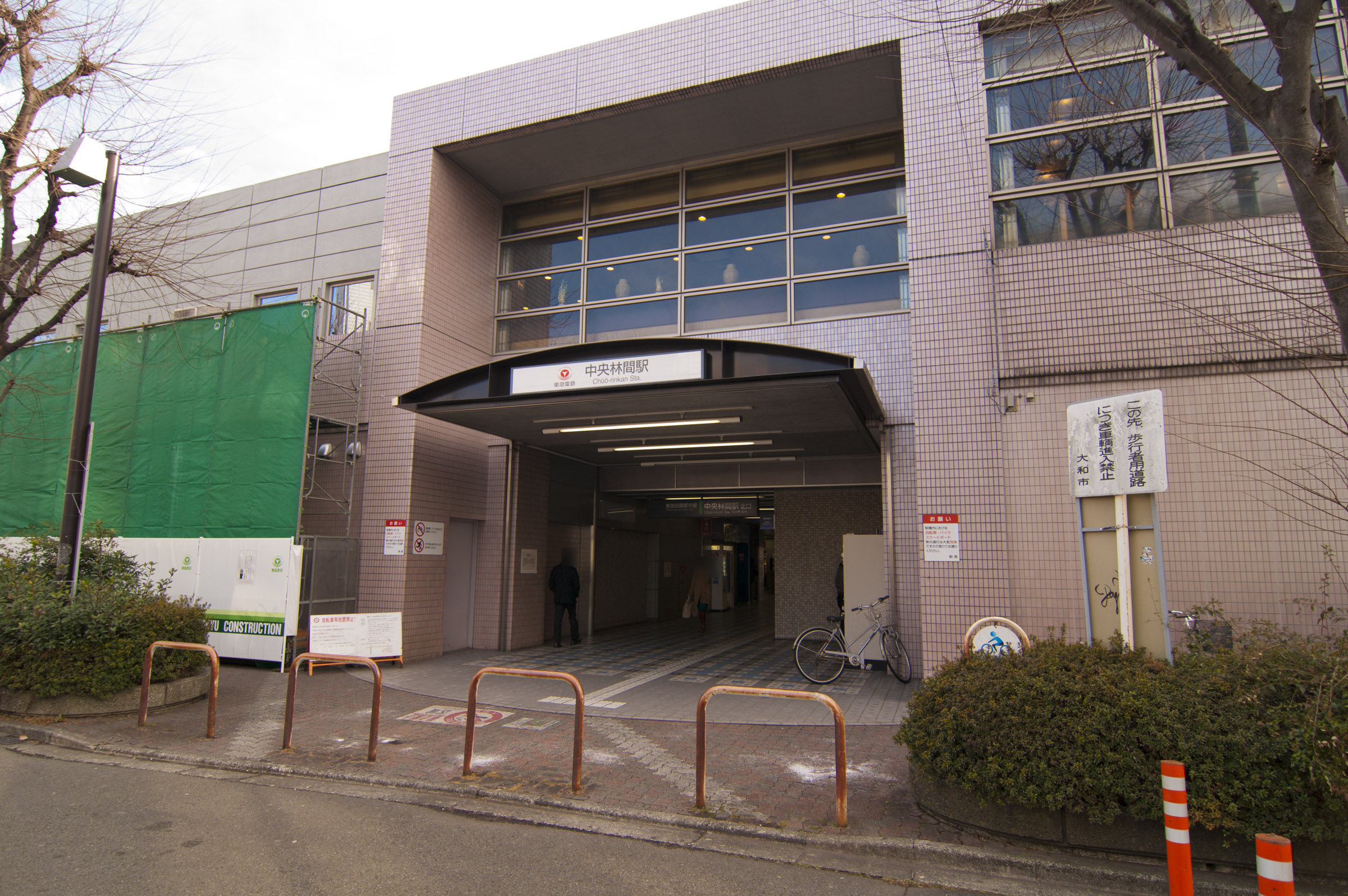
도큐 북쪽 출입구
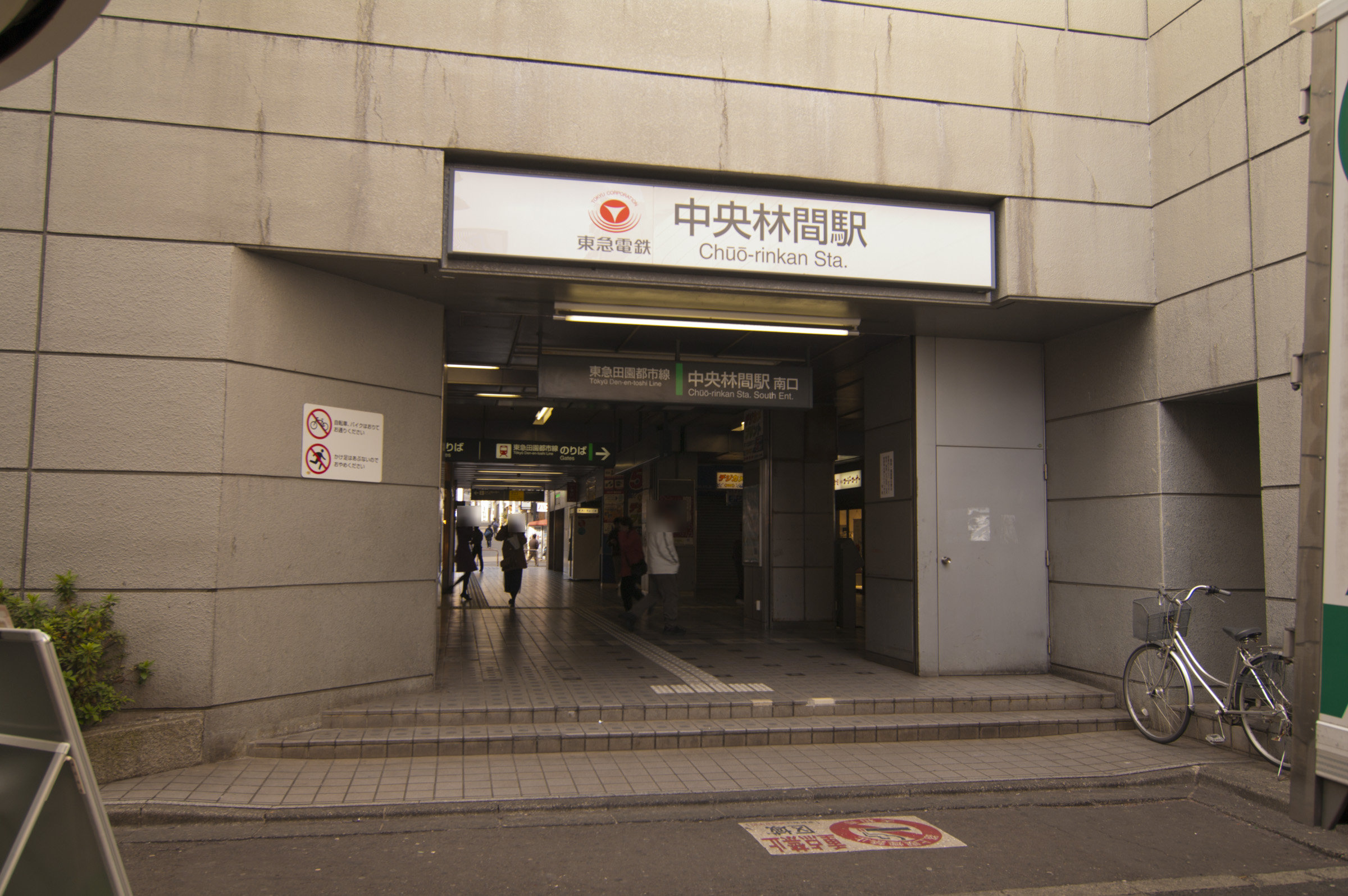
도큐 남쪽 출입구
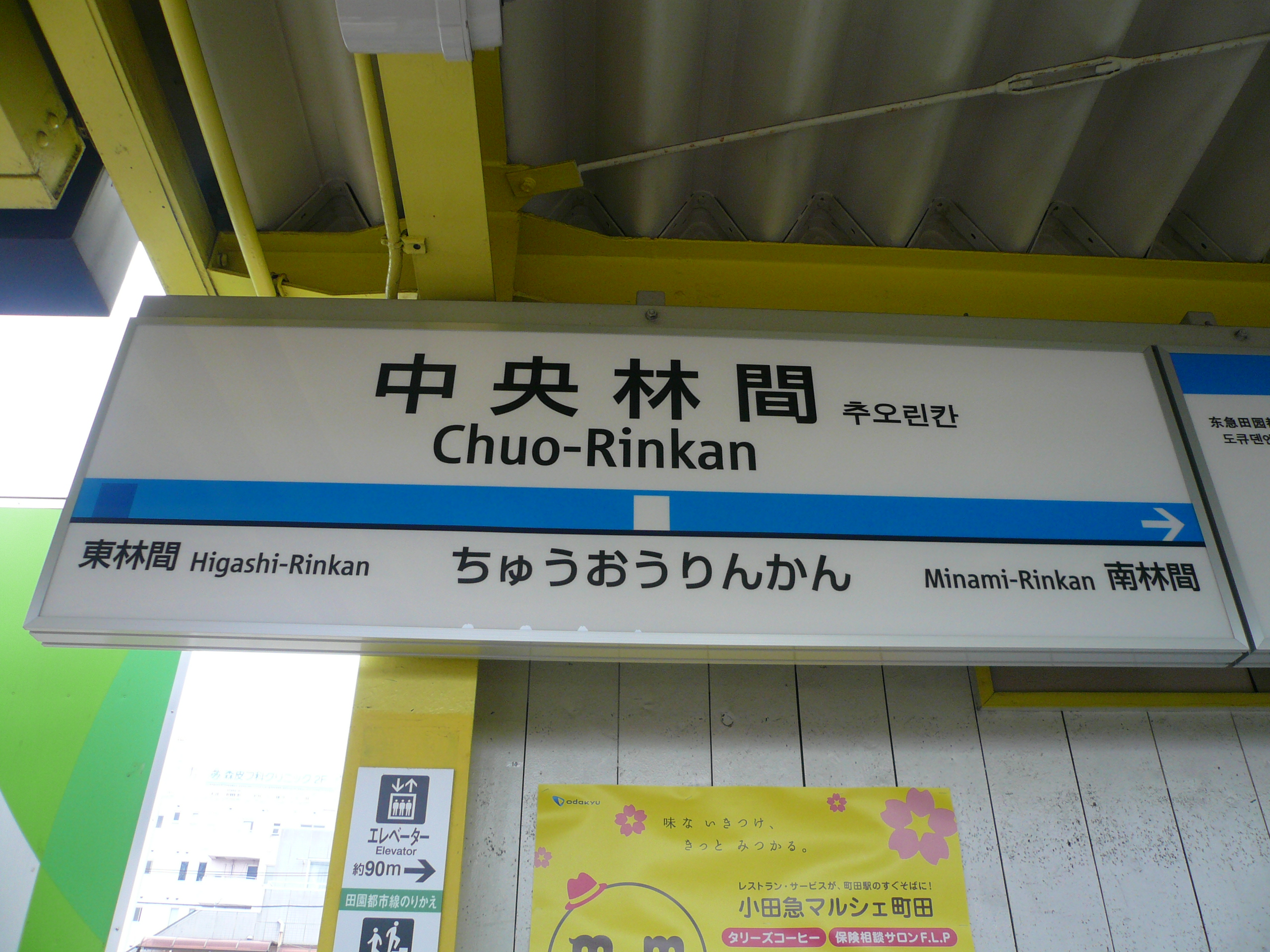
오다큐 선 역명판

## 인접역
| 오다큐 전철 에노시마 선       | 오다큐 전철 에노시마 선      | 오다큐 전철 에노시마 선              |
| ----------------------------- | ---------------------------- | ------------------------------------ |
| OH 28 사가미오노 신주쿠 방면  | ■ 쾌속급행                   | 야마토 OE 05 가타세에노시마 방면     |
| OH 28 사가미오노 신주쿠 방면  | ■ 급행                       | 미나미린칸 OE 03 가타세에노시마 방면 |
| OE 01 히가시린칸 신주쿠 방면  | ■ 각역정차                   | 미나미린칸 OE 03 가타세에노시마 방면 |
| 도쿄 급행 전철 덴엔토시 선    |                              |                                      |
| DT22 나가쓰타 시부야 방면     | ■ 급행 (평일)                | 시·종착역                            |
| DT25 미나미마치다 시부야 방면 | ■ 급행 (토요일・휴일) ■ 준급 | 시·종착역                            |
| DT26 쓰키미노 시부야 방면     | ■ 각역정차                   | 시·종착역                            |